# یواس‌اس تاپاهان‌ناک (ای‌او-۴۳)
یواس‌اس تاپاهان‌ناک (ای‌او-۴۳) (به انگلیسی: USS Tappahannock (AO-43)) یک کشتی بود که طول آن ۵۲۰ فوت (۱۶۰ متر) بود. این کشتی در سال ۱۹۴۲ ساخته شد.